# 폴 페리
폴 페리(Paul Perri, 1953년 11월 6일 ~ )는 미국의 배우이다.
뉴헤이번에서 태어났다.

## 출연 작품
- 한나 몬타나: 더 무비 (2009년)
- 카오스 (2005년) - 해리 흄 역
- 문라이트 마일 (2002년)
- 브로큰 하트 (1998년)
- 프리웨이 (1996년)
- 퓨너럴 (1996년)
- 헬레이저 4 브러드라인 (1996년)
- 위다웃 에비던스 (1995년) - Sgt. 언솔드 역
- 누드 걸 (1995년)
- 브롱스 이야기 (1993년) - 크레이지 마리오 - 9세 역
- 데몰리션 맨 (1993년) - 분대장 역
- 미녀 연쇄 살인 (1992년)
- 저공 비행 (1993, Mercy Mission: The Rescue of Flight 771)
- 투명 인간의 사랑 (1992년) - 고메즈 역
- 델타 포스 2 (1990년)
- 맨헌터 (1986년)

### 텔레비전
- 뉴욕경찰 24시 (1995-2002)
- 다크 엔젤 (2002)
- 고스트 & 크라임 (2007)
- 안드로메다의 위기 (2008)